# Volvamos
"Volvamos" é uma canção gravada pela cantora e compositora mexicana Dulce María com participação do cantor Joey Montana. Foi lançada em 23 de setembro de 2016 como segundo single do terceiro disco da cantora, DM (2017). A canção foi composta por Joey Montana e Andrés Saavedra e produzida por Predikador.
A canção atingiu o primeiro lugar no iTunes de 13 países se tornando a canção de uma artista mexicana a atingir a maior quantidade de primeiros lugares.

## Antecedentes e lançamento
Em 14 de junho de 2016, um fã mencionou Joey Montana pelo Twitter dizendo que gostaria um feat entre ele e Dulce Maria, e Joey respondeu que já viria o feat. Em 22 de junho de 2016 o jornal do Panamá "Metro Libre" notificou que o empresário de Joey, Luis Antonio Rincón, confirmou a colaboração entre ele e Dulce Maria e que a letra da canção foi escrita pelo próprio Joey. 
Em 18 de julho de 2016, Dulce Maria e Joey Montana gravaram a canção em um estúdio no México e anunciaram por meio de suas contas no Instagram que a canção se chamaria "Volvamos".   No dia 9 de setembro de 2016, Dulce María publicou em suas redes sociais um teaser anunciando o lançamento de Volvamos como o segundo single e que estrearia dia 23 de setembro. 

## Recepção

### Crítica
A radio da Espanha Cadena Dial publicou uma nota definindo a canção como "La combinación perfecta" e complementa "Dulce Maria acaba de apresentar Volvamos uma nova música que antecipa seu esperado novo álbum, e para a ocasião encontrou o parceiro perfeito: Joey Montana. Nunca imaginaríamos que suas vozes soariam tão bem juntas!".

### Desempenho comercial
Logo após seu lançamento nas plataformas digitais a canção foi um sucesso imediato no iTunes, atingindo a primeira posição em treze países. Brasil, Chile, El Salvador, Peru, Colômbia, Eslováquia, Eslovênia, Paraguai, Costa Rica, Argentina, Honduras, Panamá e El Salvador foram os países que a canção atingiu o primeiro lugar, além desses a canção ficou entre os mais vendidos de outros países como México, Israel, Espanha, Equador, entre outros.

## Apresentação ao vivo
A primeira e única apresentação da canção com Dulce María e Joey Montana juntos foi em 19 de outubro de 2016, durante o festival de rádio El Evento Digital 2016, realizado na Arena Monterrey para mais de 17 mil pessoas.  

## Vídeo musical
Em 15 de outubro de 2016, Dulce María anunciou em suas redes sociais, junto com um teaser, a data de lançamento do video, 18 de outubro o laçamento mundial pelo canal mexicano Ritmoson e 19 de outubro no canal VEVO da cantora.
No vídeo Dulce Maria está em um quarto e Joey Montana sentado nas escadas enquanto olham seus celulares, uma vez que o enredo é sobre um casal que terminou seu relacionamento, mas sente vontade de voltar. Posteriormente eles são vistos juntos na chuva, onde cantam e dançam. O vídeo foi um sucesso na plataforma iTunes em seu lançamento, atingindo o primeiro lugar em 13 países.

## Lista de faixas
| Download digital |            |                               |              |         |  |
| N.º              | Título     | Compositor(es)                | Produtor(es) | Duração |  |
| 1.               | "Volvamos" | Joey Montana, Andrés Saavedra | Predikador   | 3:34    |  |

## Desempenho nas tabelas musicais
| Tabela (2016 - 2017)                      | Melhor posição |
| ----------------------------------------- | -------------- |
| Equador (Monitor Latino Pop)              | 9              |
| Guatemala (Dzibeles)                      | 73             |
| México (Billboard Mexico Airplay)         | 47             |
| México (Billboard Mexico Espanol Airplay) | 15             |
| México (Monitor Latino Hot Song General)  | 10             |
| México (Monitor Latino Pop)               | 5              |
| México (Monitor Latino Pop Audiencia)     | 7              |
| Panamá (Monitor Latino Pop)               | 4              |

| Tabela (2016)                   | Posição |
| ------------------------------- | ------- |
| Equador (Monitor Latino Pop)    | 77      |
| México (Monitor Latino Pop)     | 73      |
| Panamá (Monitor Latino General) | 76      |
| Panamá (Monitor Latino Pop)     | 8       |

| Tabela (2017)                       | Posição |
| ----------------------------------- | ------- |
| México (Monitor Latino Pop Tocadas) | 94      |

## Histórico de Lançamento
| País  | Data                   | Formato                              |
| ----- | ---------------------- | ------------------------------------ |
| Mundo | 23 de setembro de 2016 | Rádio / Download digital / Streaming |